# Infamous: Second Son
Infamous: Second Son is een open wereld action-adventure computerspel van Sucker Punch Productions. Het spel wordt uitgegeven door Sony Computer Entertainment en kwam op 21 maart 2014 exclusief uit voor PlayStation 4. Het is het derde hoofdspel in de Infamous-serie. In de game speel je met het personage Delsin Rowe, in de voorgaande delen speelde je nog Cole McGrath.